# Lijst van vlaggen van Angola
Dit is een lijst van vlaggen van Angola.

## Nationale vlag (perFIAV-codering)
|          | Civiele vlag | Staatsvlag | Oorlogsvlag |
| -------- | ------------ | ---------- | ----------- |
| Te land  | · ?          | · ?        | · ?         |
| Te water | · ?          | · ?        | · ?         |

## Vlaggen van politieke partijen
| Vlag | Periode | Functie                                    | Beschrijving |
| ---- | ------- | ------------------------------------------ | ------------ |
|      |         | Vlag van de Aliança Democrática de Angola. |              |
|      |         | Vlag van de FNLA.                          |              |
|      |         | Vlag van de MPLA.                          |              |
|      |         | Vlag van de UNITA.                         |              |